# Phare de Sharps Island
Le phare de Sharps Island (en anglais : Sharps Island Light) est un phare offshore à caisson  situé en baie de Chesapeake dans le comté de Talbot dans le Maryland, à la sortie du fleuve Choptank. Aujourd'hui le phare est éteint et abandonné.
Il est inscrit au Registre national des lieux historiques depuis le 22 juillet 1982 sous le n° 82002821.

## Histoire
Le premier phare a été construit en 1838 puis déplacé en 1848. Il a été remplacé par un phare sur pilotis en 1866 près de l'emplacement initial du premier bâtiment. Il a été détruit par la débâcle de 1881.
Le phare actuel a été construit en 1882 avec une fondation en béton et une tour en fonte. La lentille de Fresnel de quatrième ordre a été remplacée par une lentille de 250 mm  en 1977. Son plan focal est à 16 mètres au-dessus du niveau de la mer. La tour comprend une habitation intégrale et a été gardée jusqu'en 1938, lorsque la garde côtière américaine a automatisé le feu.
Penchée d’environ 15° depuis qu’elle a été endommagée par la glace en 1977, la structure est pittoresque mais en mauvais état.
En 2006, le phare était candidat à la vente en vertu de la loi sur la préservation des phares historiques nationaux. Il a été désactivé en janvier 2010.
En 2023, il était question de mettre aux enchères le phare.

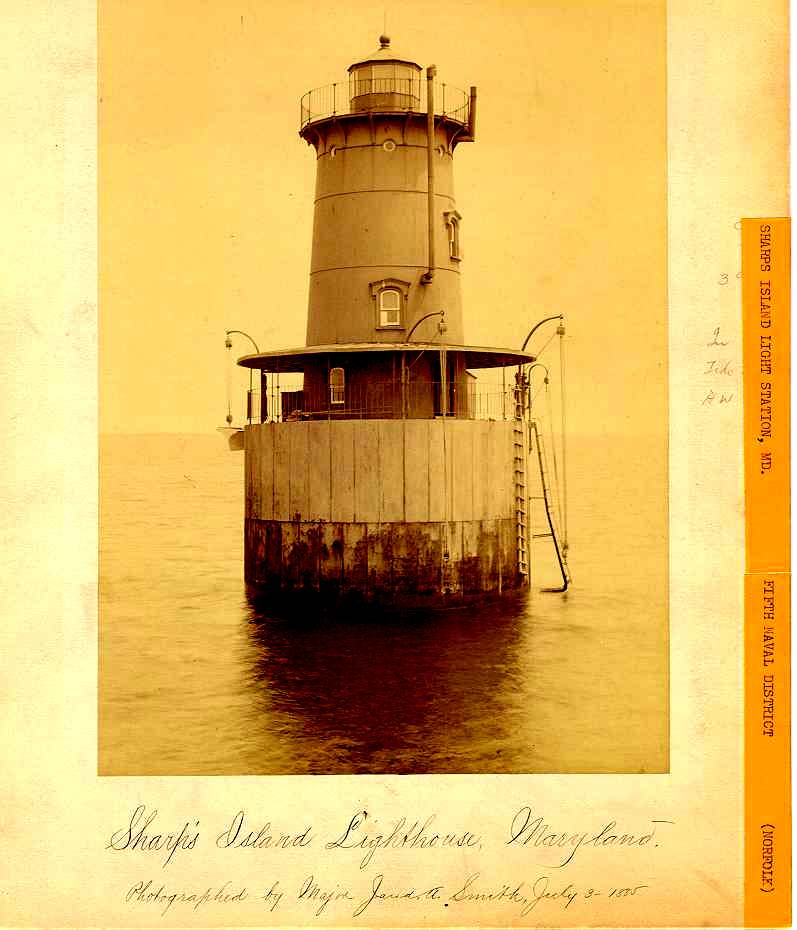
Le phare en 1885